# Museumwerf Vreeswijk

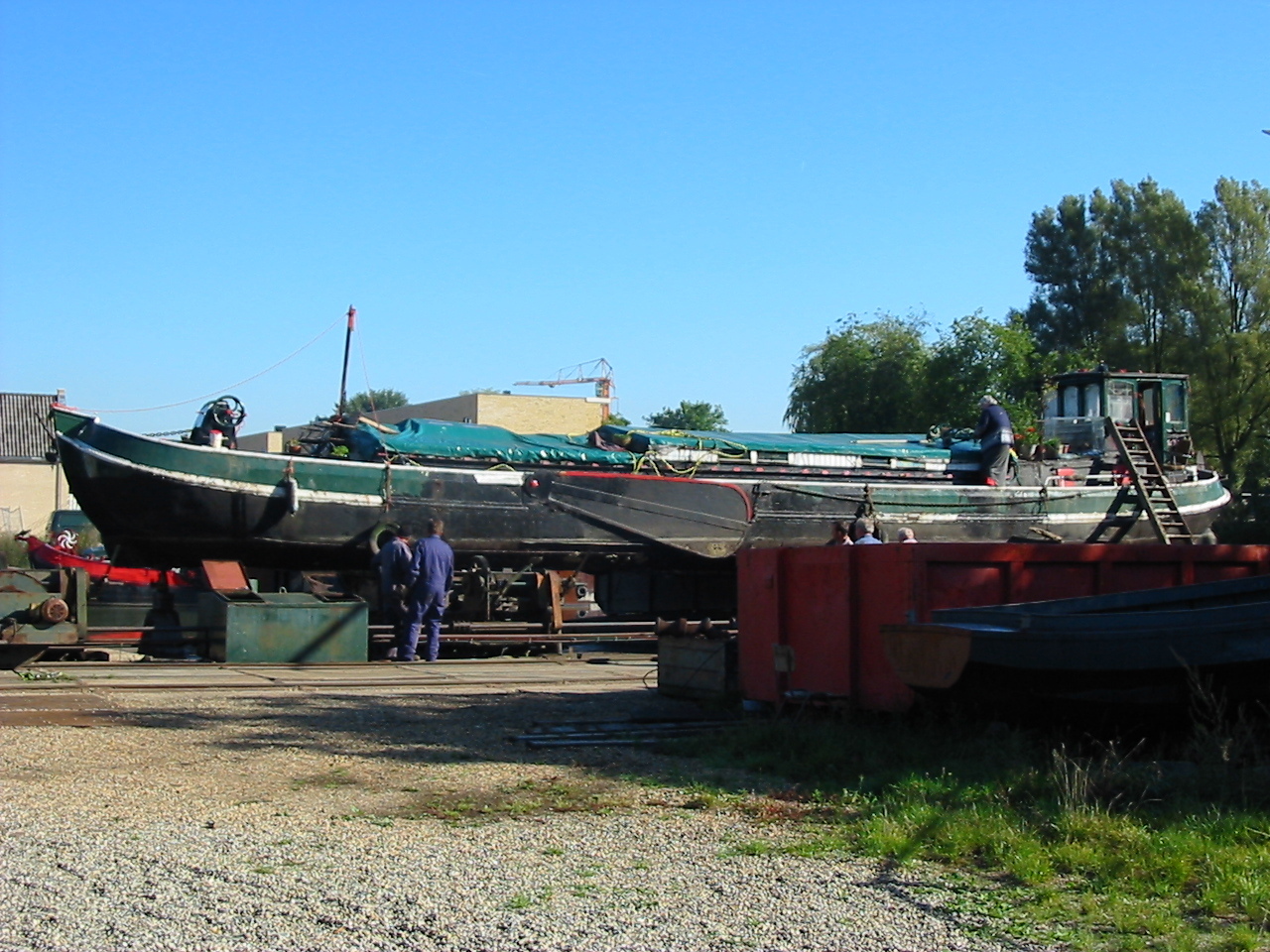
Museumwerf Vreeswijk

Museumwerf Vreeswijk is de voortzetting van de voormalige Scheepswerf Buitenweg in het vroeger zelfstandige dorp Vreeswijk, in de huidige gemeente Nieuwegein in de provincie Utrecht. De "werkende werf" van het museum richt zich op de restauratie, reparatie en het onderhoud van oude binnenvaartschepen.

## Geschiedenis
Scheepswerf Buitenweg was gedurende 145 jaar het eigendom van de familie Buitenweg. Eind 2001 heeft de gemeente Nieuwegein de helling met alle gebouwen en terreinen, inclusief machines en gereedschappen, van de firma Buitenweg overgenomen. In maart 2002 vond de overdracht aan de gemeente Nieuwegein plaats, waarna er vier jaar lang gewerkt werd aan de ombouw van de scheepswerf tot museumwerf. De opening als museum was in mei 2006.

## Opzet
Op de werf met zijn 25 meter lange dwarshelling zijn allerlei oude machines aanwezig, waarmee op de ouderwetse manier houten en metalen onderdelen voor schepen gemaakt kunnen worden. Daardoor is het mogelijk om veel werk op ambachtelijke wijze te doen. Voor zeilmakerij en tuigage wordt een beroep gedaan op gespecialiseerde ambachtslieden. Het museum heeft een binnengedeelte waar de geschiedenis van de werf en van de binnenvaart wordt weergegeven en waar een indruk gegeven wordt van het binnenvaartleven. Ook een theehuis en een door de bezoeker zelf te bedienen voetveer maken deel uit van het museum. Buiten zijn er behalve de werf langs de kade een aantal oude schepen te bezichtigen.
Museumwerf Vreeswijk wordt beheerd door Stichting Museumwerf Vreeswijk en werkt voor het grootste deel met vrijwilligers. Sinds 2011 voert de stichting ook de exploitatie van het fiets- en voetveer over de rivier de Lek tussen Vreeswijk en Vianen.